# Uniezwyklenie
Uniezwyklenie – przedstawienie sytuacji lub postaci w sposób oryginalny, odbiegający od norm jego postrzegania w literaturze; ukazanie zwyczajnego elementu tematycznego tak, jakby był on podmiotowi zupełnie nieznany.
Przykład. Szedłem wśród wysokich, złowrogo poruszających się na wietrze koron drzew. Nie wiedziałem dokąd zmierzam, miałem tylko jeden cel - skończyć nareszcie tę podróż - o powrocie do domu z parku podczas wichury.